# Malik Bendjelloul
Malik Bendjelloul (ur. 14 września 1977 w Ystad, zm. 13 maja 2014 w Sztokholmie) – szwedzki reżyser, scenarzysta i producent filmowy.

## Życiorys
Syn algierskiego lekarza i szwedzkiej tłumaczki. Wyreżyserował film dokumentalny Sugar Man (2012), poświęcony postaci Sixto Rodrigueza. Obraz przyniósł mu Oscara za najlepszy film dokumentalny.
13 maja 2014 Bendjelloul popełnił samobójstwo, rzucając się pod nadjeżdżający pociąg metra w Sztokholmie. Według relacji jego brata Johara, przyczyną śmierci była długotrwała walka z depresją.

## Filmografia
- 2012: Sugar Man